# Palazzo degli Albizi
Palazzo degli Albizi è un edificio storico del centro di Firenze, situato in Borgo degli Albizi 12.
Il palazzo appare nell'elenco redatto nel 1901 dalla Direzione Generale delle Antichità e Belle Arti, quale edificio monumentale da considerare patrimonio artistico nazionale, ed è dal 1913 sottoposto a vincolo architettonico.

## Storia

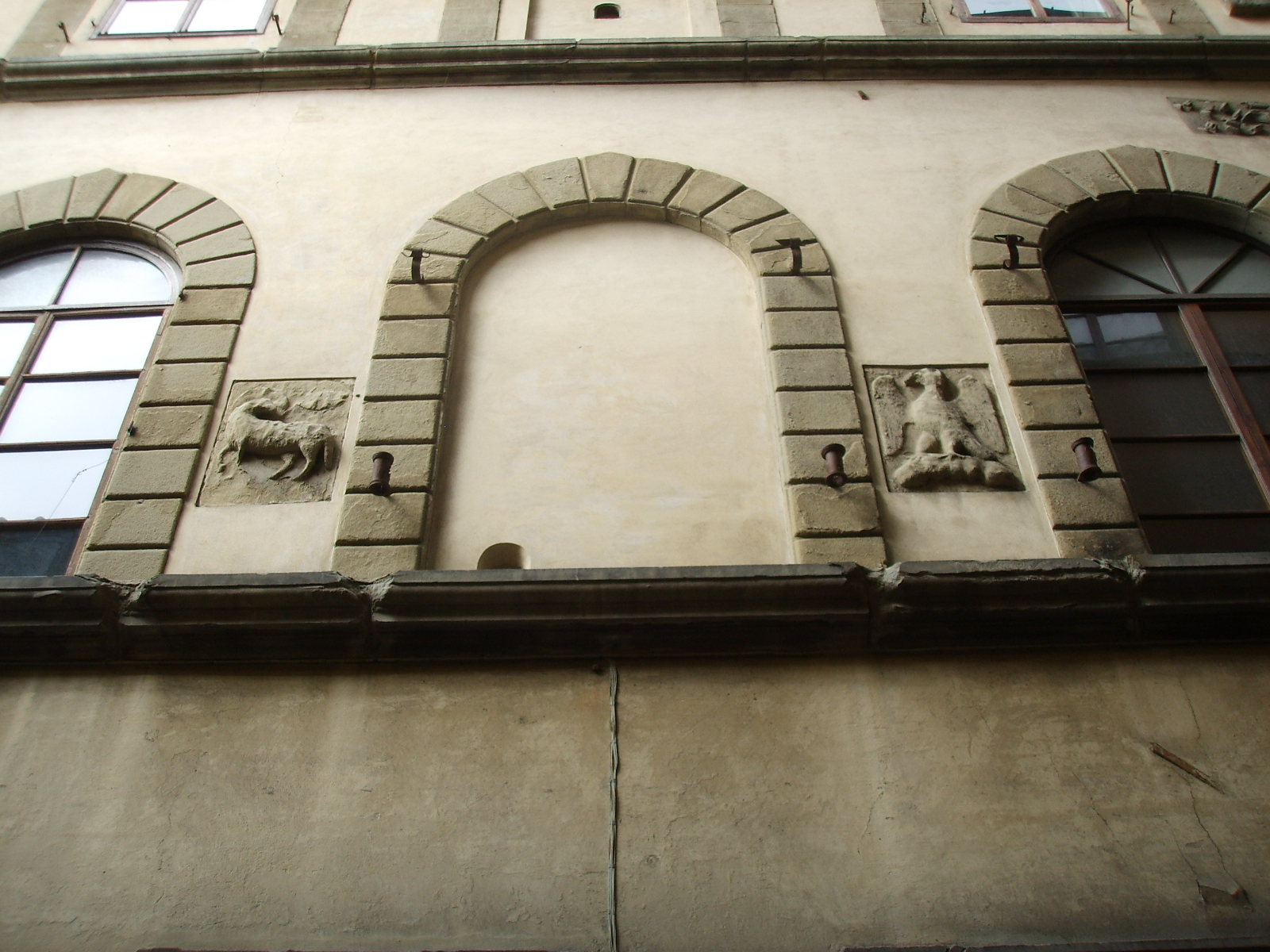
Gli stemmi dell'Arte della Lana e Calimala

La famiglia degli Albizi aveva molti possedimenti nel centro di Firenze, concentrati soprattutto nella strada che da essi prende il nome. Nonostante i momenti difficili della loro storia familiare, quando il capofamiglia Rinaldo degli Albizi venne esiliato per la sua opposizione politica a Cosimo de' Medici (1434), una parte della famiglia, quella legata a Luca degli Albizi, alleato di Cosimo, fu graziata e poté rimanere in città.
Il palazzo fu eretto attorno al 1500 su preesistenti case mercantili trecentesche in parte già di proprietà della famiglia Albizi in parte dei da Filicaia, fu restaurato su commissione di Luca di Girolamo degli Albizi tra il 1625 e il 1634 dall'architetto Gherardo Silvani, che vi fece - come documenta Filippo Baldinucci - molti lavori "con tanta magnificentia d'architetture tanto difficile sopra el vechio". Grazie al rispetto dell'esistente, almeno per quanto riguarda la facciata, tale intervento non stravolse il disegno originario, variamente ricondotto dagli studiosi a Baccio d'Agnolo o a Simone del Pollaiolo detto il Cronaca.
Pervenuto per via ereditaria ai Frescobaldi, il palazzo ha goduto nei primi anni settanta del Novecento di un intervento di restauro curato dall'architetto Emilio Dori (al quale negli anni ottanta altri sono seguiti condotti dallo stesso Dori in collaborazione con l'architetto Giancarlo Facchini) che, come a suo tempo sottolineato da Leonardo Ginori Lisci, "ha messo in luce molti particolari architettonici un tempo scomparsi, e ha valorizzato in pieno le importanti pitture settecentesche del quartiere terreno". 
Assieme ai molti appartamenti privati, il palazzo accoglie la sede dell'Istituto Papirologico G. Vitelli. 

## Descrizione
La grande fabbrica si presenta ancora nelle nobili e austere forme proprie dell'architettura fiorentina del Rinascimento, con una facciata a intonaco dalla quale emergono gli elementi architettonici in pietra, quali, la cornice del portale, quelle delle finestre a bozze piatte, i marcapiano, il tutto coronato da un tetto fortemente aggettante, sempre nel solco della tradizione locale. 
A Gherardo Silvani la letteratura tende ad attribuire sia la grande loggia a sei arcate inserita nella facciata posteriore (un tempo a guardare un vasto giardino, oggi, tamponata per metà, uno spazio asfaltato dove ancora resiste un alto albero di magnolia), sia la scala che si sviluppa sulla destra dell'androne. 
Sulla facciata, sotto il ricorso del secondo piano, è un bello scudo dei primi del Cinquecento della famiglia Albizi (di nero, a due cerchi concentrici d'oro, con il capo d'argento caricato della croce di nero). Sopra il ricorso del primo piano, sul lato sinistro, sono le insegne dell'Arte della Lana e di Calimala; alla stessa altezza, agli estremi della fabbrica, si ripetono le armi degli Albizi. 
Sopra il portone infine si trova una lapide, posta nel 1879 e trascritta da Francesco Bigazzi, che ricorda Vittorio degli Albizi, esperto di agronomia, morto nel 1877 senza discendenza maschile. 
| MDCCCLXXIX VITTORIO DEGLI ALBIZI NATO NEL 1838 MORTO NEL 1877 LA NOBILTÀ DEL SANGUE ACCREBBE CON LO SPLENDOR DELLA VITA DELLE INDUSTRIE PAESANE PROMOTORE SAPIENTE DELL'AGRONOMIA E DELLA ENOLOGIA ESPERTISSIMO DIÈ LAVORO A MOLTI ESEMPIO A TUTTI QUANTO SIA POTENTE E RIVERITO IL PATRIZIATO OPEROSO |

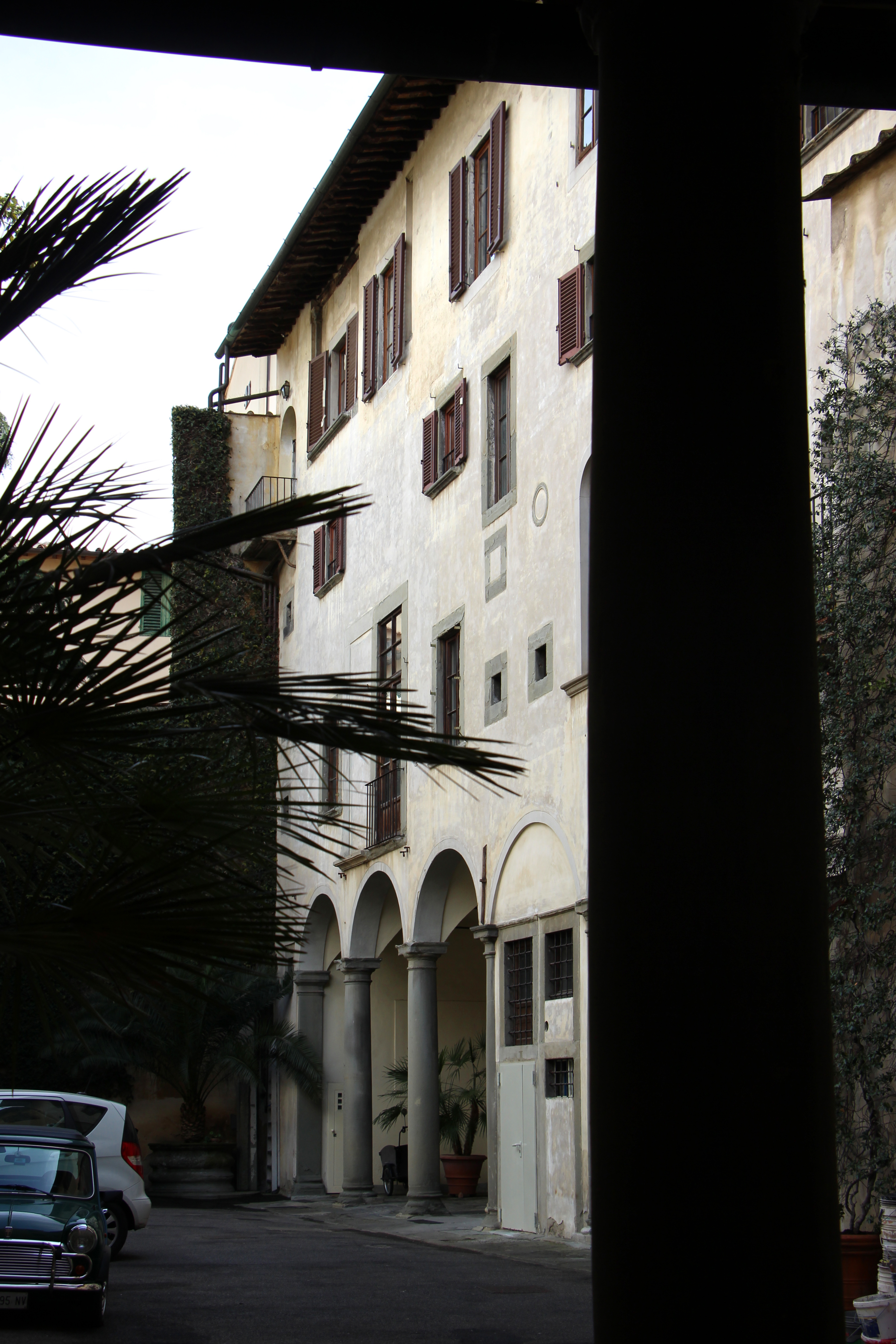
Cortile

Sulla sinistra, verso la torre degli Albizi (al numero civico 14), vi sia una soluzione di continuità data da un immobile che solo in un secondo tempo è stato adeguato nel disegno del fronte alla mole principale della fabbrica. 
Il cancello che chiude l'androne presenta nuovamente uno scudo con l'arme degli Albizi, sempre nella versione caricata della croce dell'ordine teutonico. 
Le pitture settecentesche di notevole impatto nel loro decorare senza soluzione di continuità gli ambienti, sono bene apprezzabili dalle vetrine sulla strada, che guardano a varie sale attualmente occupati da esercizi commerciali. Nel novero di queste pitture murali poste al terreno e presumibilmente collocabili tra gli anni trenta e quaranta del Settecento, si segnalano lavori attribuiti a Domenico Maria Papi, Matteo Bonechi, Giuseppe Del Moro e Vincenzo Meucci. 
Al primo piano è invece un piccolo ambiente, già adibito a cappella, decorato da un allievo di Bernardino Poccetti, e alcune pitture della seconda metà del Settecento, eseguite in occasione del matrimonio di un Albizi con Teresa Spinelli (1795).

## Bibliografia

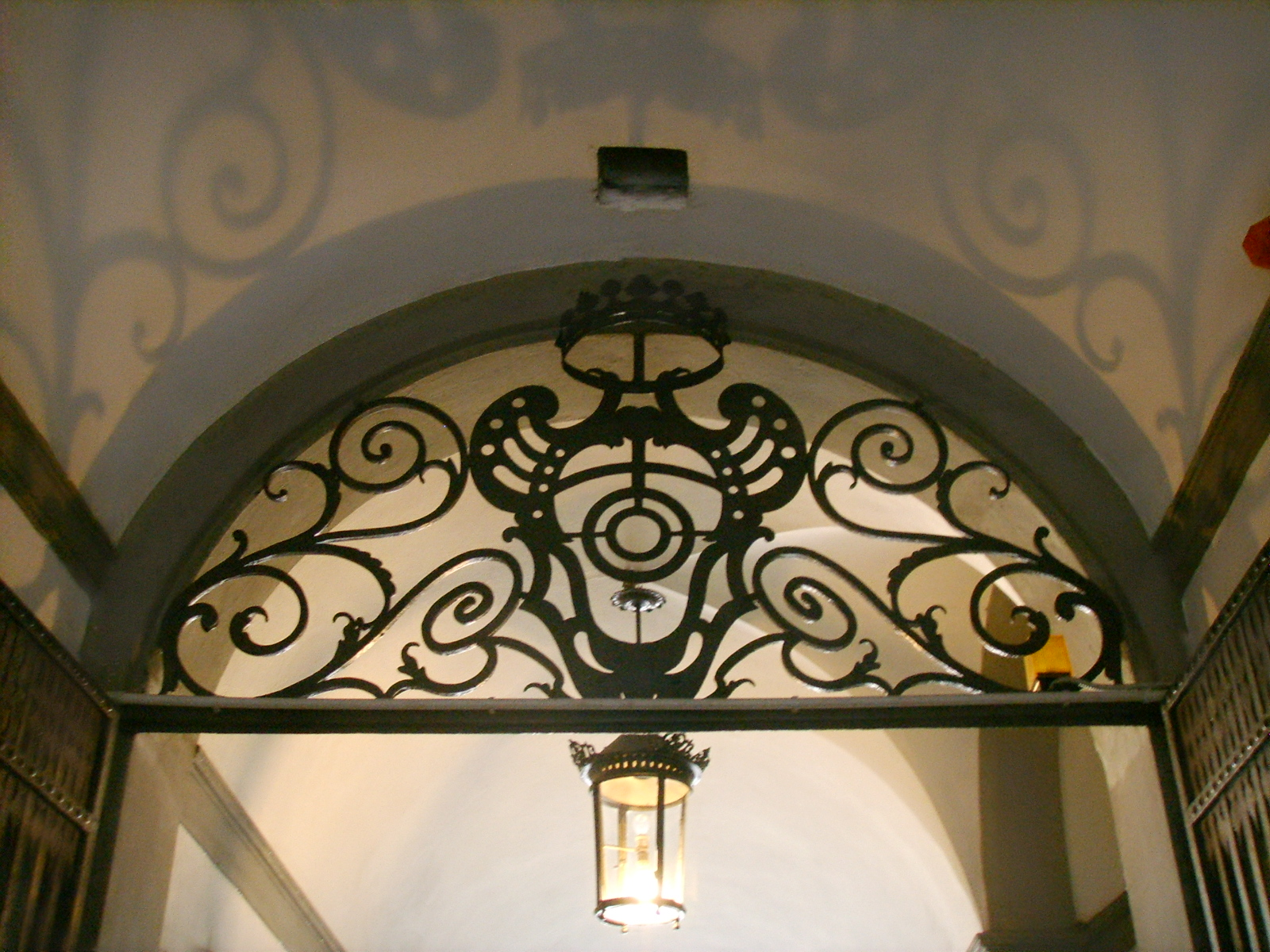
Cancellata nell'androne con stemma Albizi

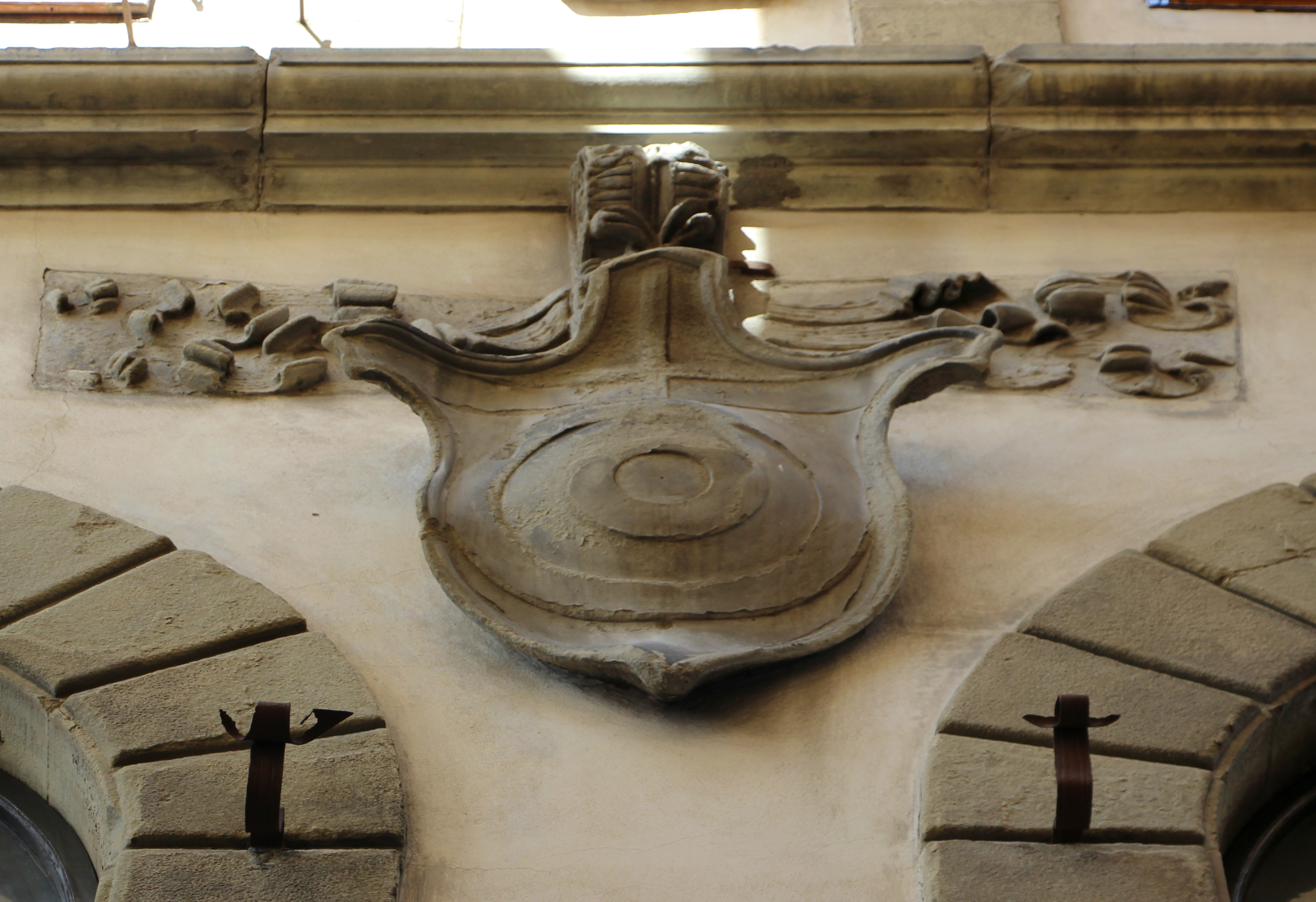
Stemm Albizi sull facciata

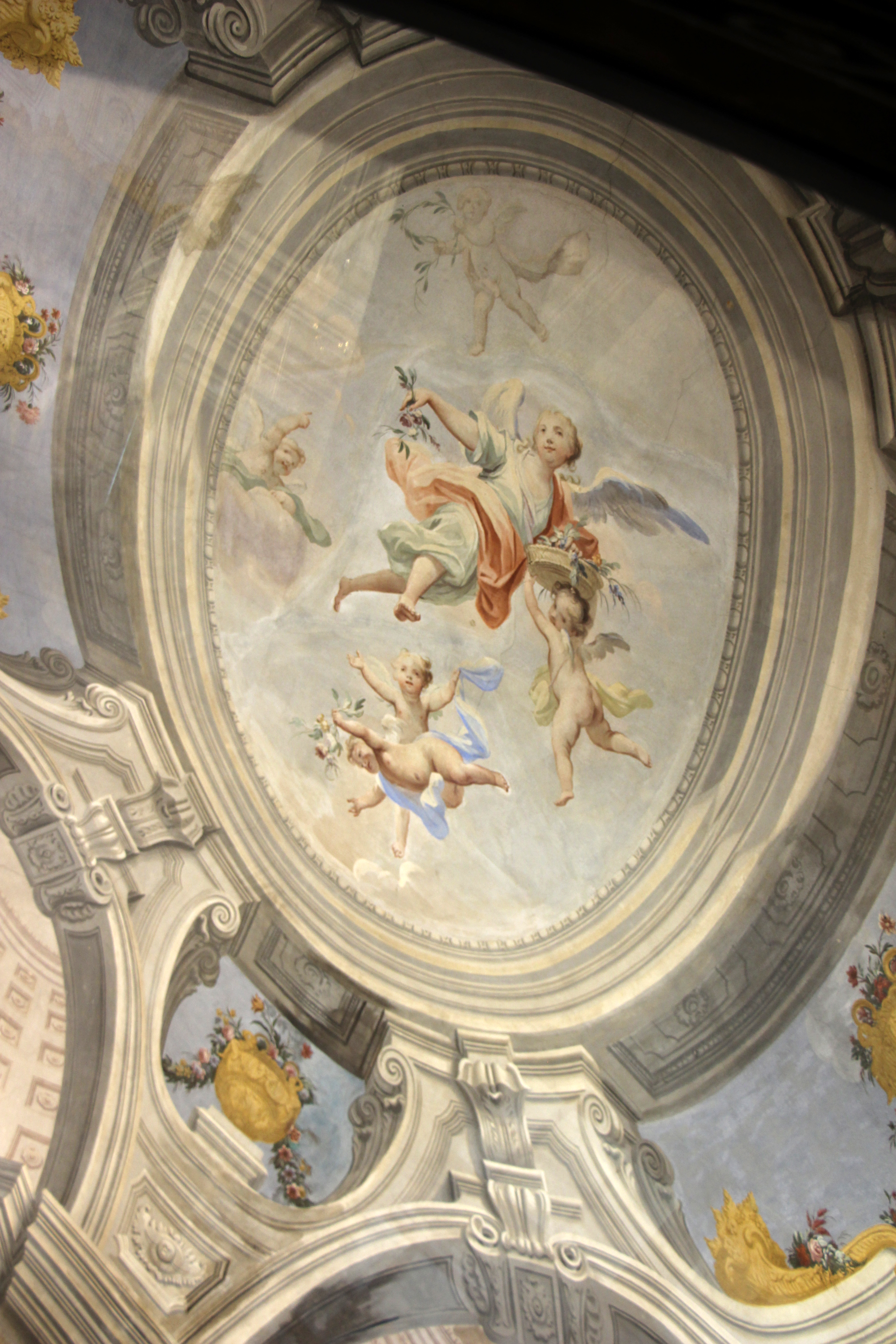
Affreschi del XVIII secolo al piano terra